# Соник, Францишек
Франци́шек Со́ник (пол. Franciszek Sonik, 17 сентября 1885 года, Вавжиньчице, Польша — 27 ноября 1957 года, Кельце, Польша) — католический епископ, вспомогательный епископ епархии Кельце с 16 декабря 1935 года по 27 ноября 1957 года.

## Биография
Вступив в духовную семинарию в городе Кельце, Францишек Сонник продолжил своё обучение в Императорскую Римско-католическую духовную академию в Санкт-Петербурге, по окончании которой был 5 марта 1911 года рукоположен в священника. Служил в епархии Кельце. Был секретарём епископа Августина Лосинского и преподавателем в семинарии. С 1930 года был настоятелем в церкви святого Войцеха в городе Кельце.
16 декабря 1935 года Римский папа Пий XII назначил Францишека Соника вспомогательным епископом епархии Кельце и титулярным епископом Маргума. 24 февраля 1936 года состоялось рукоположение Францишека Соника в епископа, которое совершил епископ Кельце Августин Лосинский в сослужении с титулярным епископом Сикка-Венерии и вспомогательным епископом архиепархии Лодзи Казимежем Томчаком и титулярным епископом Маркополиса и вспомогательным епископом рижской архиепархии Язепсом Ранкансом.
Скончался 27 ноября 1957 года в городе Кельце.